# Lukáš Havel (lední hokejista)
Lukáš Havel (* 10. listopadu 1981 Jihlava) je bývalý český hokejový útočník.

## Hráčská kariéra
- 1997–1998 HC Dukla Jihlava (E) – dor.
- 1998–1999 Brampton Battalion (OHL)
- 1999–2000 Brampton Battalion (OHL)
- 2000–2001 Brampton Battalion (OHL)
- 2001–2002 HC Chemopetrol Litvínov (E), HC Chemopetrol Litvínov (E) – jun.
- 2002–2003 HC Chemopetrol Litvínov (E)
- 2003–2004 HC Chemopetrol Litvínov (E), HC Havířov Panthers (1. liga), SK HC Baník Most (2. liga, p-o)
- 2004–2005 HC Chemopetrol Litvínov (E), HC Slavia Praha (E)
- 2005–2006 HC Slavia Praha (E), HC České Budějovice (E), HC Rebel Havlíčkův Brod (2. liga)
- 2006–2007 HC Slavia Praha (E), HC Rebel Havlíčkův Brod (1. liga)
- 2007–2008 MHC Martin (SVK)
- 2008–2009 MHC Martin (SVK)
- 2009–2010 HC Slavia Praha (E), HC Rebel Havlíčkův Brod (1. liga)
- 2010–2011 HC Oceláři Třinec, Orli Znojmo (1. liga)
- 2011–2012 HC Oceláři Třinec
- 2012–2013 HC Berounští Medvědi (1. liga), HC Rebel Havlíčkův Brod (1. liga)
- 2013–2014 HC Oceláři Třinec (E) HC Rebel Havlíčkův Brod (1. liga) HC AZ Havířov 2010 (1. liga)
- 2014–2015 SK Horacká Slavia Třebíč (1. liga)
- 2015–2016 HC Moravské Budějovice 2005 (2. liga-sk. Východ)
- 2016–2017 HC Moravské Budějovice 2005 (2. liga-sk. Střed)
- 2017–2018 HC Moravské Budějovice 2005 (2. liga-sk. Střed)